# Кортес, Давид
Дави́д Корте́с Арме́ро (исп. David Cortés Armero; 1 мая 1992, Тумако) — колумбийский футболист, нападающий.

## Карьера
В начале 2011 года Давид Кортес присоединился к юрмальскому «Спартаку», но вскоре был отдан в аренду «Елгаве», в составе которого сыграл несколько матчей в Высшей лиге Латвии. 28 июня он был арендован до конца года тираспольским «Шерифом» с правом выкупа.
После окончания аренды, Давид Кортес вернулся в ряды «Спартака», где и начал сезон 2012 года. В июле того же года он был отдан в аренду белгородскому «Салюту», однако, просидев два матча на скамейке запасных, вернулся обратно в «Спартак», и там доиграл сезон. После завершения сезона, Давид Кортес покинул юрмальский «Спартак».